# Caleb Strong
Caleb Strong (Northampton, 9 gennaio 1745 – Northampton, 7 novembre 1819) è stato un politico statunitense. Fu il sesto e il decimo governatore del Massachusetts.

## Biografia
Strong nacque a Northampton, nel Massachusetts. Durante la rivoluzione americana fece parte del Comitato di salute pubblica di Northampton. Fu eletto come delegato al Congresso Continentale nel 1780, ma non frequentò mai le sessioni. Successivamente, fu eletto senatore al Senato del Massachusetts.
Strong fu anche eletto alla Convenzione di Filadelfia che redattò la Costituzione degli Stati Uniti ma la malattia di sua moglie lo costinse a tornare nel Massachusetts e così non è tra i firmatari della Costituzione. Nel 1789 fu eletto al Senato degli Stati Uniti.
Come governatore, Strong si oppose alla guerra anglo-americana del 1812, fino al punto da non mandare le milizie di Stato in guerra. Forte federalista, aderì alla concezione del diritto di stato secondo il quale solo il governatore può chiamare le milizie di Stato e non il presidente degli Stati Uniti. Verso la fine della guerra, durante l'Hartford Convention, Strong avviò dei negoziati segreti con i britannici ai quali avrebbe ceduto il distretto del Maine in cambio di un accordo di pace con il Massachusetts. Tuttavia, il Trattato di Gand pose fine alla guerra prima che i piani segreti fossero portati a termine.
Strong morì nel 1819 a Northampton e fu seppellito al Bridge Street Cemetery della stessa città.
Durante la seconda guerra mondiale, la liberty SS Caleb Strong fu così chiamata in suo onore.
La città di Strong fu così chiamata dopo il suo governatorato.